# فردریکو روسا
فردریکو روسا (پرتغالی: Frederico Rosa; ۶ آوریل ۱۹۵۷ – ۱۷ فوریهٔ ۲۰۱۹) بازیکن فوتبال اهل پرتغال بود.
از باشگاه‌هایی که در آن بازی کرده‌است می‌توان به باشگاه ورزشی بنفیکا، باشگاه فوتبال باریرنسه، باشگاه فوتبال بوآویشتا، باشگاه فوتبال ویتوریا گیماریش، و باشگاه فوتبال لیتشوئس اشاره کرد.
وی همچنین در تیم ملی فوتبال پرتغال بازی کرده‌است.